# Andrei Filimon
Andrei Filimon (Constanța, 27 juli 1977) is een Roemeens voormalig professioneel tafeltennisser.

## Belangrijkste resultaten
- Goud op de gemengd dubbel op de Europese kampioenschappen 2011 met Elizabeta Samara.
- Goud op de gemengd dubbel op de Europese kampioenschappen 2012 met Elizabeta Samara.
- Brons op de gemengd dubbel op de Europese kampioenschappen 2009 met Elizabeta Samara.
- Brons op de gemengd dubbel op de Europese kampioenschappen 2013 met Elizabeta Samara.
- Brons met het team op de Europese kampioenschappen 2005.
- Brons met het team op de Europese kampioenschappen 2007.
- Brons met het team op de Europese kampioenschappen 2009.